# Gebroken Schinnen
Gebroken Schinnen (Gebroken Schin) was een gedeelde heerlijkheid in het Land van Valkenburg waarvan een deel onder de heren van Valkenburg en een deel onder de heren van Schinnen viel.

## Geschiedenis
De eerste vermelding van de heerlijkheid Schinnen dateert van 1285. Ten minste vanaf het jaar 1380 wordt Schinnen als gedeelde heerlijkheid vermeld. Op 29 februari 1380 verpandt Mechteld van Gelre (Huis en heerlijkheid) Schinnen voor 400 oude schilden aan Lambert van Ghoor, zoon van Daniël II van Ghoor, waardoor hij op 18 januari 1381 beleend werd met de halve heerlijkheid Schinnen, Gebroken Schinnen, als Valkenburgs leen.
Door de opdeling lijkt het alsof Schinnen twee heren had: de heren van Valkenburg en de heren van Schinnen. Dit is slechts gedeeltelijk waar, aangezien de beide heren alleen de voogdgedingen en bepaalde inkomsten te Schinnen hadden. Schinnen werd in zijn geheel bestuurd door de adellijke familie Schellart van Obbendorf.

## Bestuur
De heerlijke rechten, afkomstig van de oude edelen van Schinnen, zijn in 1403 als een groot Valkenburgs leen in het bezit gekomen van Johan (Jan) Schellart van Obbendorf (heer van Schinnen van 1403-1450). Koning Filips II van Spanje verpandde op 23 januari 1558 de heerlijke rechten van de helft van de heerlijkheid aan Johan VIII Schellaert van Obbendorf (heer van Schinnen van 1559-1563), die de heerlijkheid vervolgens op 12 november 1559 liet verheffen.
De pandsom voor deze rechten werd in 1609 afgelost en deze laatste zijn toen verkocht aan Arnold III Huyn van Geleen. Deze rechten zijn bij Arnolds opvolgers gebleven tot aan de komst van Fransen. Het collatierecht ging in 1673, door het overlijden van Maria Margaretha Huyn van Amstenrade, over naar de familie Schellart van Obbendorf.
De familie Schellart van Obbendorf bleef heer van Schinnen tot 1795.

## Gebied
Gebroken Schinnen bestond uit drie versterkte huizen of kastelen: kasteel Terborgh, Mulrode en Gen Heck. Van de laatste twee resteren alleen nog archeologische resten.

## Opgeheven
Met het einde van het ancien régime werd de heerlijkheid Schinnen Gebroken Schinnen in 1795 opgeheven. Deze gingen per 1796 over naar de gemeente Schinnen.